# ATP1A4
ATP1A4 o enzima ATPasa subunidad alfa-4 de transporte de potasio y sodio es una enzima ATPasa que regula estableciendo o manteniendo el paso de los iones de potasio y sodio a través de la membrana celular.

## Sinonimia
Esta enzima tiene diferentes nombres:
1. Bomba de sodio subunidad alfa-4
2. Proteína Sodio/Potasio-ATPasa subunidad catalítica alfa-4
3. Na+/K+ ATPasa 4
4. Polipéptido para el transporte de Na+/K+

## Funciones
Al igual que el ATP1A1, cataliza la hidrólisis de ATP unido al intercambio de iones de sodio y potasio a través de la membrana plasmática, creando así un gradiente electroquímico de Ca2 + e iones K +, proporcionando la energía para el transporte activo de diversos nutrientes.

## Otras lecturas
- Lingrel JB, Orlowski J, Shull MM, Price EM (1990). «Molecular genetics of Na, K-ATPase». Prog. Nucleic Acid Res. Mol. Biol. Progress in Nucleic Acid Research and Molecular Biology 38: 37-89. ISBN 978-0-12-540038-1. PMID 2158121. doi:10.1016/S0079-6603(08)60708-4.
- Sverdlov ED, Broude NE, Sverdlov VE (1987). «Family of Na+,K+-ATPase genes. Intra-individual tissue-specific restriction fragment length polymorphism». FEBS Lett. 221 (1): 129-33. PMID 2887455. doi:10.1016/0014-5793(87)80366-6.
- Sverdlov ED, Monastyrskaya GS, Broude NE (1987). «The family of human Na+,K+-ATPase genes. No less than five genes and/or pseudogenes related to the alpha-subunit». FEBS Lett. 217 (2): 275-8. PMID 3036582. doi:10.1016/0014-5793(87)80677-4.
- Shamraj OI, Lingrel JB (1995). «A putative fourth Na+,K(+)-ATPase alpha-subunit gene is expressed in testis». Proc. Natl. Acad. Sci. U.S.A. 91 (26): 12952-6. PMC 45558. PMID 7809153. doi:10.1073/pnas.91.26.12952.
- Woo AL, James PF, Lingrel JB (1999). «Characterization of the fourth alpha isoform of the Na, K-ATPase». J. Membr. Biol. 169 (1): 39-44. PMID 10227850. S2CID 838189. doi:10.1007/PL00005899.
- Woo AL, James PF, Lingrel JB (2000). «Sperm motility is dependent on a unique isoform of the Na, K-ATPase». J. Biol. Chem. 275 (27): 20693-9. PMID 10764792. doi:10.1074/jbc.M002323200.
- Woo AL, James PF, Lingrel JB (2003). «Roles of the Na, K-ATPase alpha4 isoform and the Na+/H+ exchanger in sperm motility». Mol. Reprod. Dev. 62 (3): 348-56. PMID 12112599. S2CID 84176157. doi:10.1002/mrd.90002.
- Keryanov S, Gardner KL (2002). «Physical mapping and characterization of the human Na, K-ATPase isoform, ATP1A4». Gene 292 (1–2): 151-66. PMID 12119109. doi:10.1016/S0378-1119(02)00647-9.
- Strausberg RL, Feingold EA, Grouse LH (2003). «Generation and initial analysis of more than 15,000 full-length human and mouse cDNA sequences». Proc. Natl. Acad. Sci. U.S.A. 99 (26): 16899-903. Bibcode:2002PNAS...9916899M. PMC 139241. PMID 12477932. doi:10.1073/pnas.242603899.
- Lingrel J, Moseley A, Dostanic I (2003). «Functional roles of the alpha isoforms of the Na, K-ATPase». Ann. N. Y. Acad. Sci. 986 (1): 354-9. Bibcode:2003NYASA.986..354L. PMID 12763850. S2CID 81201599. doi:10.1111/j.1749-6632.2003.tb07214.x.
- Ota T, Suzuki Y, Nishikawa T (2004). «Complete sequencing and characterization of 21,243 full-length human cDNAs». Nat. Genet. 36 (1): 40-5. PMID 14702039. doi:10.1038/ng1285.
- Gerhard DS, Wagner L, Feingold EA (2004). «The Status, Quality, and Expansion of the NIH Full-Length cDNA Project: The Mammalian Gene Collection (MGC)». Genome Res. 14 (10B): 2121-7. PMC 528928. PMID 15489334. doi:10.1101/gr.2596504.
- Hlivko JT, Chakraborty S, Hlivko TJ (2006). «The human Na, K-ATPase alpha 4 isoform is an ouabain-sensitive alpha isoform that is expressed in sperm». Mol. Reprod. Dev. 73 (1): 101-15. PMID 16175638. S2CID 24972193. doi:10.1002/mrd.20383.
- Kimura K, Wakamatsu A, Suzuki Y (2006). «Diversification of transcriptional modulation: Large-scale identification and characterization of putative alternative promoters of human genes». Genome Res. 16 (1): 55-65. PMC 1356129. PMID 16344560. doi:10.1101/gr.4039406.
- Gregory SG, Barlow KF, McLay KE (2006). «The DNA sequence and biological annotation of human chromosome 1». Nature 441 (7091): 315-21. Bibcode:2006Natur.441..315G. PMID 16710414. doi:10.1038/nature04727.
- Rodova M, Nguyen AN, Blanco G (2006). «The transcription factor CREMtau and cAMP regulate promoter activity of the Na, K-ATPase alpha4 isoform». Mol. Reprod. Dev. 73 (11): 1435-47. PMID 16894555. S2CID 85128131. doi:10.1002/mrd.20518.

- Datos: Q17833037